# Boutervilliers
Boutervilliers é uma comuna francesa na região administrativa da Ilha de França, no departamento de Essonne. Estende-se por uma área de 7.01 km². Em 2010 a comuna tinha 431 habitantes (densidade: 61,5 hab./km²).